# Deneb
Alpha du Cygne • Alpha Cygni • α Cygni • α Cyg
Pour les articles homonymes, voir Deneb (homonymie).
Désignations
Deneb ou Alpha Cygni (α Cyg) est une étoile supergéante blanche variable, l'étoile la plus brillante de la constellation du Cygne et la dix-neuvième étoile la plus brillante du ciel (magnitude apparente 1,25). Avec Véga et Altaïr, Deneb forme le triangle d'été, une formation d'étoiles très brillantes bien visibles en été dans le ciel nocturne. La nébuleuse de l'Amérique du Nord (NGC 7000) se trouve à proximité.

## Propriétés physiques

Tailles comparées de Deneb et du Soleil.

Deneb est une supergéante blanche de type spectral A2 Ia, de température de surface 8 400 K, d'environ 20 masses solaires et d'environ 200 rayons solaires — soit à peu près le rayon de l'orbite terrestre autour du Soleil, ce qui en fait l'une des plus grosses étoiles connues.
La distance de Deneb depuis le Soleil est mal connue, mais a été précisée en 2007 à partir d'une nouvelle analyse des données recueillies au début des années 1990 par le satellite européen Hipparcos : initialement estimée à 3 200 ± 1 800 années-lumière (980 ± 550 pc, ce qui correspondrait à une luminosité 250 000 fois supérieure à celle du Soleil), elle a été évaluée autour de 1 550 al (475 pc), précisément entre 1 340 et 1 840 al (410 et 565 pc), par des travaux publiés en 2008. Avec une magnitude absolue estimée entre -7,2 et -8,75, c'est une des étoiles les plus lumineuses connues, près de 60 000 fois plus lumineuse que le Soleil pour une distance de 1 550 al.
La détermination de la distance « spectroscopique » de Deneb à l'aide du diagramme de Hertzsprung-Russell donne un résultat d'environ 1 600 années-lumière[réf. nécessaire].
Le vent stellaire de Deneb fait perdre chaque année à cette étoile une masse de 0,8 millionième de masse solaire, ce qui correspond à un flux cent mille fois plus puissant que celui du Soleil.

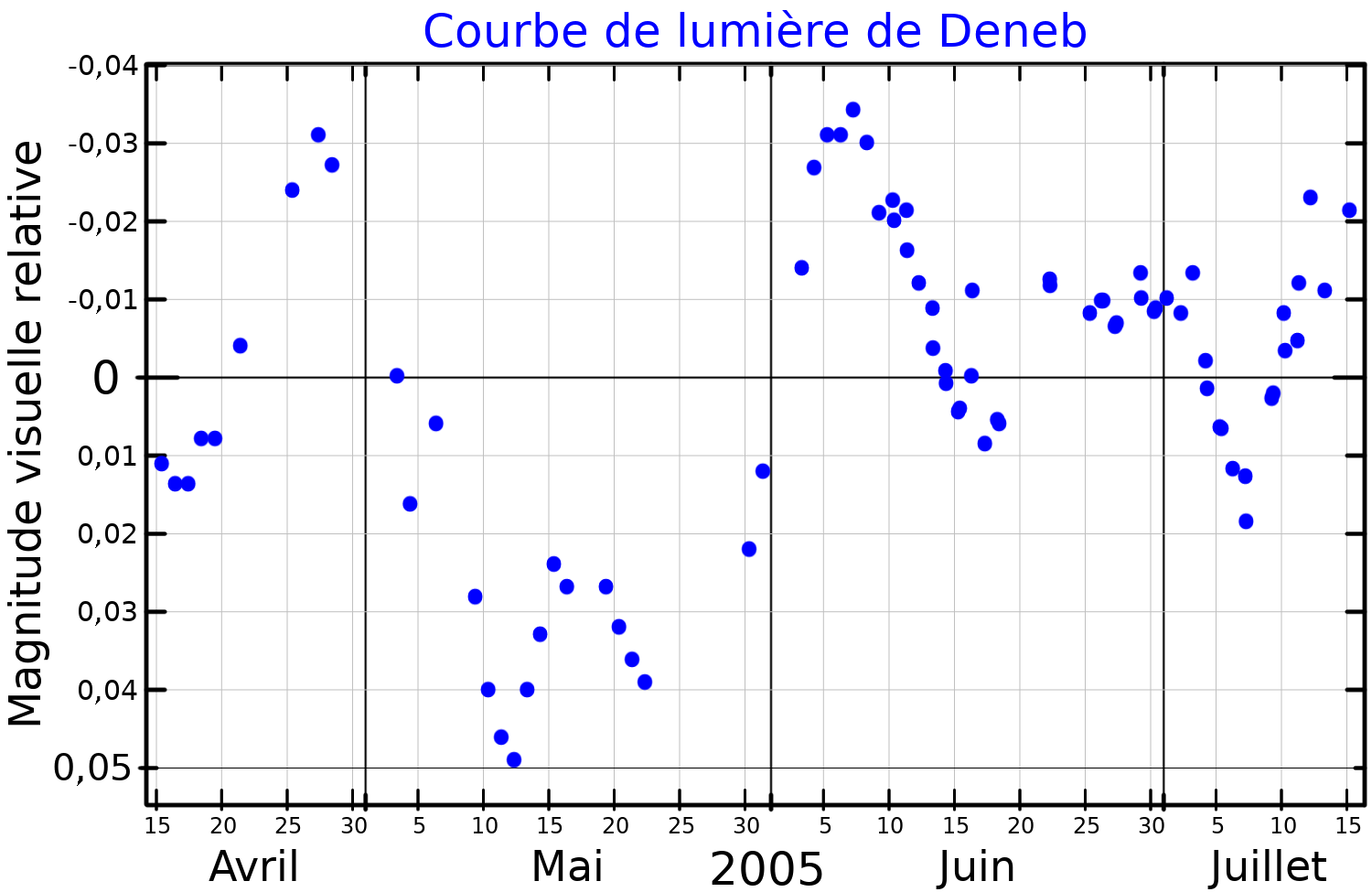
Une courbe de lumière de Deneb, adaptée de Yüce et Adelman (2019).

Deneb est le prototype des étoiles variables de type α Cygni, qui sont le siège de pulsations non radiales, ce qui signifie que certaines parties de l'étoile se contractent en même temps que d'autres s'étendent. Sa luminosité, sa température et son type spectral varient ainsi en fonction du temps.

## Étymologie
Le nom Deneb pour désigner l'étoile α Cygni provient de l'arabe ذنب الدجاجة Dhanab ad-Dajājah, la « queue de la Poule » (devenue notre constellation du « cygne »). Le nom Deneb a été donné, avec un autre qualificatif pour les distinguer, à plus d'une demi-douzaine d'autres étoiles, notamment Deneb Kaitos (ألضنب ألقيتوس ألجنوب : « queue australe de la Baleine ») donné à l'étoile β Ceti dans la constellation de la Baleine, ou bien Deneb Algedi (ذنب الجدي : « queue de la Chèvre ») donné à l'étoile δ Capricorni dans la constellation du Capricorne, ou encore  Denebola β Leonis, deuxième étoile de la constellation du Lion et signifiant la queue du lion.
En astronomie chinoise, Deneb fait partie de l'astérisme 天津 (Tiān Jīn), représentant un gué servant à traverser la Voie lactée, qui symbolise un fleuve céleste, Tianhe.

## Dans la culture
- Deneb apparaît dans le roman The Rowan de Anne McCaffrey
- Le jeu vidéo Descent: FreeSpace - The Great War oriente une partie de son histoire autour de l'étoile
- Deneb est la source du contact alien dans Tale of the Troika (Сказка о Тройке) de Boris and Arkady Strugatsky.
- Deneb est mentionnée dans les albums A Farewell to Kings et Hemispheres du groupe Rush.